# Callionymus mascarenus
Callionymus mascarenus är en fiskart som beskrevs av Fricke, 1983. Callionymus mascarenus ingår i släktet Callionymus och familjen sjökocksfiskar. Inga underarter finns listade.